# St. Johnsbury and Lake Champlain Railroad
Die St. Johnsbury and Lake Champlain Railroad (StJ&LC) war eine US-amerikanische Eisenbahn im Bundesstaat Vermont. Die Strecke der Gesellschaft führte von St. Johnsbury nach Swanton am Lake Champlain.

## Geschichte
Aufgrund von finanziellen Schwierigkeiten der bisherigen Muttergesellschaft Portland and Ogdensburg Railway wurde der als „Vermont Division“ bezeichnete Streckenabschnitt von Lunenburg, östlich von St. Johnsbury, nach Swanton am 1. Januar 1880 als eigenständigen Bahngesellschaft ausgegründet. Im gleichen Jahr erfolgte noch der Bau einer kurzen Stichstrecke bis Maquam am Lake Champlain und die Maine Central Railroad pachtete die Strecke zwischen St. Johnsbury und Lunenburg. 1883 wurde mit Unterstützung der „Ogdensburg and Lake Champlain Railroad“ (O&LC) eine Verbindung zwischen Swanton und Rouses Point, wo die Gleise der O&LC endeten. Aber unmittelbar danach wurde die O&LC von der Central Vermont Railroad übernommen. Da diese keinen Übergang zur StJ&LC wünschte, wurde die nie genutzte Strecke wieder stillgelegt. 1885 übernahm die Boston and Lowell Railroad die StJ&LC, welche selber 1895 von der Boston and Maine Railroad (B&M) übernommen wurde. Von 1912 bis 1927 verleaste die B&M die Strecke an die Maine Central Railroad, danach an die Canadian Pacific Railway. Bis 1925 konnte die B&M die garantierten Zinsverschreibungen auszahlen. Als dann nicht mehr genug Einnahmen zu verzeichnen waren, übergab die B&M die Strecke an eine einheimische Unternehmensleitung. Damit wurde der Versuch unternommen, ob eine dezentrale Führung einzelner Strecken wirtschaftlicher wäre als von der Zentrale in Boston aus.
1944 musste jedoch der Konkurs erklärt werden. 1948 erfolgte die Reorganisation der Gesellschaft als St. Johnsbury & Lamoille Country Railroad und wurde am 24. Januar 1949 von der B&M an lokale Interessenten verkauft. 1956 erwarb der Betreiber von Shortline-Bahngesellschaften H. E. Salzberg Co. die Eisenbahn und dieser veräußerte sie 1967 an die Pinsly Railroad Company von Samuel M. Pinsly, ebenfalls ein Shortline-Betreiber, weiter. Obwohl Pinsly einiges in die Strecke investierte, erwirtschaftete sie keinen Gewinn. Eine beabsichtigte Stilllegung der Strecke wurde ihm verwehrt und schließlich erwarb 1973 der Staat Vermont die Strecke. Dieser verpflichtet die „Lamoille County Railroad“ zum Betrieb der Strecke. Aufgrund von Streitigkeiten mit dem Staat und einem Streik der Streckenarbeiter wurde ab Oktober 1976 die „Vermont Northern Railroad“, eine Morrison-Knudsen-Tochter Streckenbetreiber. Aber auch dieses Vertragsverhältnis hielt nicht lang, da der Staat mit dem Angebot nicht zufrieden war. Deshalb übernahm am 1. Januar 1978 die „Lamoille Valley Railroad“ (LVRC) den Betrieb der Strecke. Diese Gesellschaft war eine Gründung lokaler Unternehmer und  Bahnkunden. 1980 wurde mit der benachbarten Central Vermont eine Vereinbarung zum  Güteraustausch und zur wirtschaftlicheren Bedienung von einzelnen Kunden abgeschlossen. Dabei führen einzelne Züge über die Gleise der jeweils anderen Gesellschaft. Am 1. September 1989 übernahm die CSF Acquistion Corporation von Clyde S. Forbes die Gesellschaft. Aufgrund des zurückgehenden Transportaufkommens wurden ab Anfang der 90er Jahre nur noch die Strecke St. Johnsbury -Morrisville befahren. 1995 und 1997 kam es durch Unwetter zu Streckenzerstörungen. In der Folge wurde der Betrieb eingestellt. In der Folge kam es zwischen dem Staat Vermont und Forbes zu Streit über den Weiterbetrieb der Strecke. Seit 2004 ist die Strecke offiziell stillgelegt und wird jetzt als Snowmobil-Piste genutzt. Es gibt Bestrebungen das Gleisbett unter dem Namen „Lamoille Valley Rail Trail“ zu einem Reit- und Fahrradweg umzunutzen.